# El paseo 2
El paseo 2: Plan todo incluido es una película colombiana bajo la dirección de Dago García y Harold Trompetero, estrenada el 25 de diciembre de 2012. Protagonizada por John Leguizamo, Karen Martínez, Kristina Lilley, Martín Karpan, Sebastián Súarez se destacan las participación especiales de Carlos El "Pibe" Valderrama y María Gabriela de Faría.

## Sinopsis
Vacaciones. Playa, brisa y mar. El plan perfecto. Al menos eso era lo que pensaba Lucho Calvo, un padre de familia que, con gran esfuerzo, planeó las vacaciones de su vida. Sin embargo, no contaba con que su familia tendría otra idea de diversión y esta correrá por cuenta de Patrick, un exnovio de su esposa Gloria. Patrick es un gran anfitrión que deslumbrará a la familia con sus atenciones. Pero Lucho se siente retado y decide que no permitirá que su familia “sucumba” ante los encantos de quien ahora es su rival. Entonces Lucho emprenderá una carrera desenfrenada por conseguir su propósito. Sin embargo, captar la atención de su familia es una misión imposible. Lucho se verá forzado a usar mucho más que su imaginación para lograrlo, y en ese afán, será precisamente su familia la que padecerá en carne propia sus locuras, llevadas a extremos insospechados. En medio de situaciones increíbles, El Paseo se convertirá en un maravilloso y divertido viaje al alma de la familia colombiana.

## Reparto
- John Leguizamo como José Luis Calvo Cucalón "Lucho"[2]
- María Gabriela de Faría como Natalia Calvo
- Karen Martínez como Gloria de Calvo[3]
- Kristina Lilley como Isabel.
- Martín Karpan como Patrick
- Sebastian Suárez como Andrés Calvo
- Julio César Herrera como Miguel
- Marcela Carvajal como Recepcionista
- Álvaro Rodríguez como Aristóbulo Gómez
- David Noreña como Mesero
- Renata González como Recepcionista
- Pedro Pallares como Instructor de Buceo
- Carlos Valderrama como él mismo
- Clauria Rocío Mora como Señora Ortiz